# Roms spårväg
Roms spårvägsnät (italienska: Rete tranviaria di Roma) består av sex linjer i de centrala delarna av den italienska huvudstaden. Dagens spårvägsnät är bara rester av ett mycket större spårvägsnät som när det var som störst 1929 bestod av 59 linjer med sammanlagt 140 bankilometer. Bannätet som sedan andra världskrigets slut sköts av Agenzia per i Trasporti Autoferrotranviari del Comune di Roma (ATAC) är ganska splittrat och har därmed förlorat sin roll som stommen i Roms kommunikationsnät.

## Linjer
Linjenätet består, sedan linje 8 öppnades 1998, av sex linjer:
- 2: Piazzale Flaminio – Piazza Mancini
- 3: Piazza Thorvaldsen – Stazione Trastevere
- 5: Stazione Termini – Piazza dei Gerani
- 8: Piazza Venezia – Via del Casaletto
- 14: Stazione Termini – Viale Palmiro Togliatti
- 19: Piazza Risorgimento – Piazza dei Gerani